# Monestir de Sant Pelai de Gavín
El monestir de Sant Pelai de Gavín era un monestir medieval situat a prop de l'actual poble de Gavín al costat del barranc de Sía, al terme municipal de Biescas, en l'Alt Gàllego, Aragó.
Fins a l'any 1997 només se sabia que va ser abandonat al segle xi, ocupat per laics que ho van cedir al monestir de Sant Joan de la Penya l'any 1079. En l'hivern de 1997 va ser quan Federico Diez Áranos, membre d'Amics de Sarrablo va trobar les ruïnes del monestir.
Per a arribar a Sant Pelai cal anar des de Biescas pel GR 15 fins a l'encreuament amb el camí que baixa des de Gavín, travessar el barranc de Sía i pujar per la carretera en direcció cap a Barbenuta. Quan s'arribi al primer desviament cal prendre el camí que puja cap a l'esquerra i continuar sense deixar aquest camí fins a un altre desviament on hi ha un panell assenyalant el monestir.
Actualment, el conjunt arqueològic es troba protegit de l'oratge amb una estructura amb un sostre fet d'uralita, a més a més està tancat i l'accés està prohibit per a persones sense autorització. D'estil romànic, va tenir dos naus comunicades entre elles i amb l'exterior a través d'un passadís voltat amb una escala de caragol.
La capçalera del monestir té tres absis. Es poden veure encara en l'absis sud un fris d'arquets cecs d'estil llombard i una petita finestra. A la nau central del monestir es veu un altar, així com grups de tres columnes cilíndriques, molt típiques de l'art romànic a l'Alt Gàllego.
Encara es conserva l'estructura de l'església inferior, a la que s'accedeix a través d'un passadís voltat que es troba baix la nau central, pel que sembla que aquesta era una cripta i hi havia una altra nau sobre ella del mateix estil de la que hi ha a Samitier. La nau es comunica amb el passadís amb una porta que té un arc de mig punt peraltat.
El passadís té una volta de canó i passa per sota de la nau central del monestir, permetent l'accés des de la nau nord. A l'extrem nord del passadís es troben dues escales de caragol que el comuniquen amb el pis superior.

## Galeria

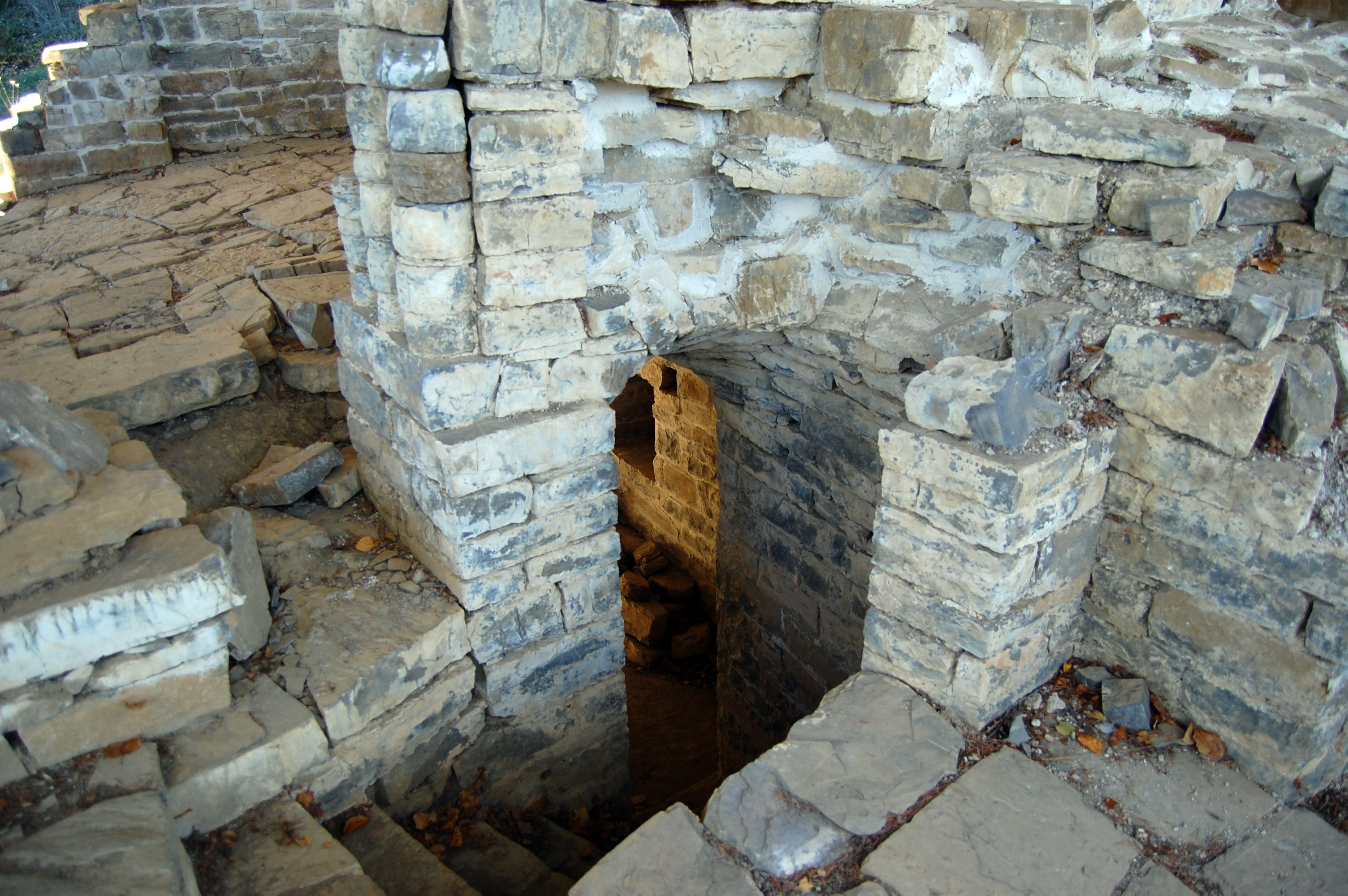
Escala d'accés a la cripta
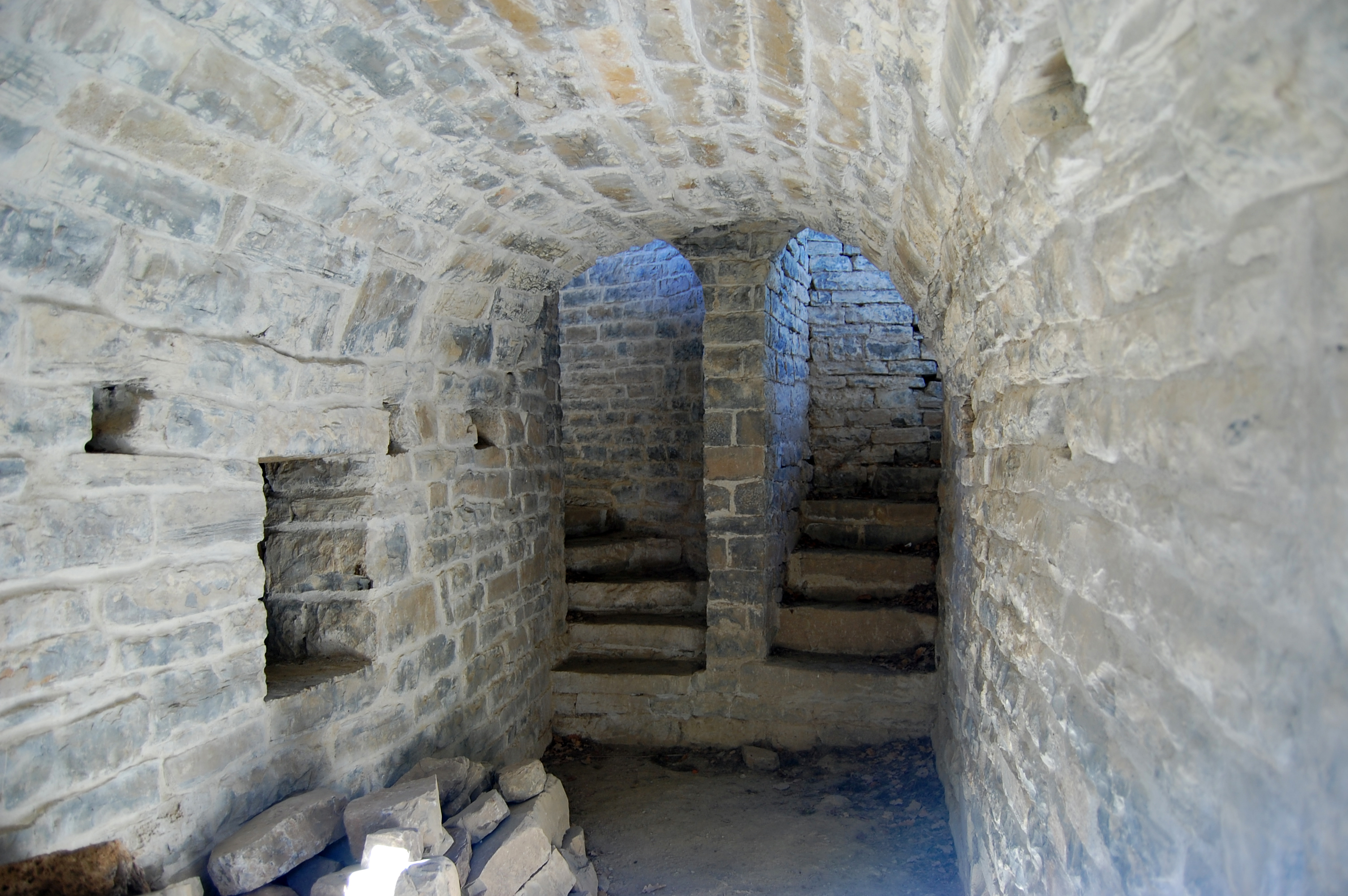
Passadís inferior al monestir